# Pseudamia
Pseudamia is een geslacht van straalvinnige vissen uit de familie van kardinaalbaarzen (Apogonidae).

## Soorten
De volgende soorten zijn bij het geslacht ingedeeld:
- Pseudamia amblyuroptera (Bleeker, 1856)
- Pseudamia gelatinosa Smith, 1956
- Pseudamia hayashii Randall, Lachner & Fraser, 1985
- Pseudamia nigra Allen, 1992
- Pseudamia rubra Randall & Ida, 1993
- Pseudamia tarri Randall, Lachner & Fraser, 1985
- Pseudamia zonata Randall, Lachner & Fraser, 1985